# Nationalmuseum
El Nationalmuseum, o Museu Nacional de Belles Arts, és un museu situat a Estocolm (Suècia) sobre la península de Blasieholmen. Gràcies al patrocini del rei Gustau III de Suècia i del comte Carl Gustaf Tessin, el museu conté una col·lecció d'obres d'art impressionant. Es fundà el 1792, sota el nom de Museu Reial (Konglig Museum), però l'edifici actual, d'estil renaixentista, obrí les portes del 1866. És per aquest motiu que el museu agafà el nou nom.
El museu conserva gairebé mig milió de dibuixos, dels segles XVI, XVII, xviii i xix, una col·lecció d'objectes de porcellana, pintures, escultures, així com obres d'art modern.
Entre els artistes exposats hi ha Rembrandt, Rubens, Goya, Renoir, Edgar Degas, Paul Gauguin o també el suec Carl Larsson.
El museu conserva la part que s'ha conservat de la col·lecció d'art de Cristina de Suècia que la reina no s'endugué a Roma el 1654.
Un dels directors més destacats que ha tingut el museu va ser el Dr. Carl Nordenfalk, en el període de 1949-1968.